# 胡九功
胡九功（1486年—？年），字允治，河南開封府尉氏縣人，民籍。

## 生平
治《詩經》，行一，由國子生中式河南鄉試第二十三名舉人，年三十八歲中式嘉靖二年（1523年）癸未科會試第二百二十四名，第三甲第十二名進士。初授常州府推官，调官扬州府推官，鹽徒田昆坐拒捕罪，被判死刑，九功特宽宥之。扬州風俗构陷巨室多污及妇女，九功力白当道，令勿听。以病卒于官。

## 家族
曾祖胡顯，主簿。祖父胡海。父胡璋。母于氏。慈侍下。弟胡九思。